# Meltdown Festival
Pour les articles homonymes, voir Meltdown.
Le Meltdown Festival est un festival annuel anglais de musiques rock, pop, classique, world, etc., qui a lieu au mois de juin depuis 1993, à Londres, aux Southbank Centre, Royal Festival Hall, Queen Elizabeth Hall et Hayward. Chaque année, le festival choisit un artiste bien établi comme tête d'affiche : se sont ainsi succédé Elvis Costello, David Bowie, Patti Smith, Morrissey, Jarvis Cocker, Nick Cave, John Peel. Le programmateur du festival est Glenn Max.

## Programmes

### Années 1990
| Année | Curateur         | Artistes |
| ----- | ---------------- | --- |
| 1993  | George Benjamin  | London Philharmonic Orchestra avec les chefs d'orchestre George Benjamin et Franz Welser-Möst, Ensemble Modern avec Markus Stenz, les percussionnistes James Wood, Robert van Sice (en) et Emmanuel Séjourné et les sopranos Sara Stowe, Nikolai et Valery Mongoush, London Sinfonietta, Hatton Hodgson, Paul Burwell (en), Just Merit                                                                                           |
| 1994  | Louis Andriessen | Housewatch, Icebreaker, City Degung Gamelon Ensemble, Piano Circus, The Steve Martland Band, Mecklenburgh Opera Ensemble, Bang On A Can All Stars, Gavin Bryars Ensemble, Philip Glass, Alain Patel et Les Ballets C de la B, Asko Ensemble |
| 1995  | Elvis Costello   | Jeff Buckley, Keith Tippett, The Jazz Passengers, Marc Ribot, Brodsky Quartet, BJ Cole's Transparent Music Trio, Bill Frisell Trio, Steve Nieve, The London Sinfonietta, The Wooden Indians, The Angell Piano Trio, The London Philharmonic Orchestra, Anuna et les Sabri Brothers, Moondog, June Tabor, Huw Warren (en), Mark Emerson, Patricia Rozario, Fretwork, The Composers Ensemble, Michael McGlynn (en), Elvis Costello |
| 1996  | Magnus Lindberg  | Ibimil and Yat-Kha, Trevor Wishart, Electric Phoenix, Sonic Arts Network, Bruce Gilbert, Heiner Goebbels, David Moss, Ernst Stötzner, Värttinä et Leningrad Cowboys, London Sinfonietta, Metropolis de Fritz Lang, Avantil |
| 1997  | Laurie Anderson  | DJ Scanner, Ivor Cutler, Lou Reed, Spalding Gray, Gidon Kremer and his Tango Group, Ken Nordine, Arto Lindsay, Alan Read, Spalding Gray, Heather Woodbury |
| 1998  | John Peel        | Cornershop, Gorky's Zygotic Mynci, Masonna, Sonic Youth, Spiritualized, The Delgados, XOL DOG 400, The Jesus and Mary Chain, Culture Blood, Damon Albarn, Jessica Voorsanger, The Leopards, The Beau Hunks interprète les films de Laurel et Hardy, Ardal O'Hanlon, Jeremy Hardy |
| 1999  | Nick Cave        | Question Mark & the Mysterians, Barry Humphries, Bonnie Prince Billy, Console, Faust, Gary Lucas, Kleidler, Nina Simone, Syd Straw, The Dirty Three, To Rococo Rot, Van Dyke Parks, Polly Borland, Tony Clark, Lee Hazlewood |

### Années 2000
| Année | Curateur          | Artistes |
| ----- | ----------------- | --- |
| 2000  | Scott Walker      | Mark-Anthony Turnage, Asian Dub Foundation, Blur, Cicala Mvta, Clinic, Evan Parker, Jarvis Cocker, Jim O'Rourke, Luc Bondy, Radiohead, Elliott Smith, Clearlake, Richard Alston Dance Company, Smog |
| 2001  | Robert Wyatt      | Baaba Maal, David Gilmour, Elvis Costello & Brett Anderson, Ivor Cutler, Julie Tippetts, Massacre, Matthew Shipp et William Parker, Max Roach, Oi Va Voi, Sparklehorse, The Raincoats, Tricky, Wayne Horvitz, Mark Eitzel, Anja Garbarek, Cristina Dona |
| 2002  | David Bowie       | Asian Dub Foundation, Baby Zizanie, Badly Drawn Boy, Bobby Conn, Coldplay, Daniel Johnston, David Kitt, Fischerspooner, Gonzales, Harry Hill, Kimmo Pohjonen, Luke Haines, Mercury Rev, Peaches, Pete Yorn, Philip Glass, Senor Coconut Y Su Conjunto, Six by Seven, Stew, Suede, Supergrass, Television, The Dandy Warhols, The Divine Comedy, The International Noise Conspiracy, The Legendary Stardust Cowboy, The Lonesome Organist, The Polyphonic Spree, The The, The Waterboys, The Yeah Yeah Yeahs                                               |
| 2003  | Lee Scratch Perry | Fun Lovin' Criminals, Michael Franti and Spearhead, Stateside Hombres, The Sun Ra Arkestra, Asian Dub Foundation, Tortoise, The Bees, Mad Professor |
| 2004  | Morrissey         | Alan Bennett, Ari Up, Cockney Rejects, Damien Dempsey, Ennio Marchetto, Gene, James Maker avec Noko 440, Jane Birkin, Linder Sterling, le London Sinfonietta joue Henryk Górecki and Arvo Pärt, Loudon Wainwright III, Lypsinka, Nancy Sinatra, The New York Dolls, The Ordinary Boys, Sparks, The Libertines |
| 2005  | Patti Smith       | Antony and the Johnsons, Quatuor Balanescu, Bert Jansch, Beth Orton, Billy Bragg, Black Rebel Motorcycle Club, The Brian Jonestown Massacre, Carbon/Silicon, Cat Power, Ed Harcourt, Eels, Flea, Fred Frith, Hank Williams III, Janet Hamill, Jeff Beck, Joanna Newsom, John Cale, John Frusciante, Johnny Marr et Robyn Hitchcock, Kevin Shields, Kristin Hersh, Lemn Sissay, Lenny Kaye, Loso, Martha Wainwright, Marc Almond, Rachid Taha, Richard Hell, Roy Harper, Sinéad O'Connor, Steve Earle, Television, Tinariwen, Tori Amos, Yat-Kha, Yoko Ono |
| 2006  | N/A               | Le Royal Festival Hall est fermé pour rénovation. |
| 2007  | Jarvis Cocker     | Cornershop, Iggy & The Stooges, The Jesus and Mary Chain, Motörhead, Devo, Melanie Safka, Roky Erickson, Sunn O))), Littl'ans, Scout Niblett, Selfish Cunt, John Barry |
| 2008  | Massive Attack    | Massive Attack, Gong, Yellow Magic Orchestra, Reggae Acoustic Songbook, Princess Malachi, Elbow, Fleet Foxes, Vangelis, Stiff Little Fingers, Mark Stewart, The Maffia, Adrian Sherwood, The Shortwave Set, Martina Topley, Grace Jones, Dälek, The Cool Kids, Shape Of Broad Minds, Flying Lotus Bird, Gang Of Four, Tom Tom Club, Terry Callier, Aloe Blacc, Tunng, Leila, Saxon Sound System avec Musclehead, Tippa Irie, Trevor Sax et Papa Levi, Silent Disco avec des DJ invités dont Four Tet et Peaches                                           |
| 2009  | Ornette Coleman   | The Roots, David Murray avec les Gwo-Ka Masters et Jamaaladeen Tacuma, Yoko Ono et le Plastic Ono Band avec Sean Lennon et Cornelius, Baaba Maal, Yo La Tengo, Moby, Bobby McFerrin, Patti Smith et le The Silver Mt. Zion Memorial Orchestra & Tra-La-La Band, Master Musicians of Jajouka dirigé par Bachir Attar, Charlie Haden et le Liberation Music Orchestra avec Carla Bley, Robert Wyatt et The Bad Plus |

### Années 2010
| Année | Curateur         | Artistes |
| ----- | ---------------- | --- |
| 2010  | Richard Thompson | Elvis Costello, The Duckworth Lewis Method, Joe Henry, Paolo Nutini, Van Dyke Parks, Tom Robinson, Seasick Steve, Loudon Wainwright III, Al-Thawra, The Kominas |
| 2011  | Ray Davies       | A Tribute to Tony Wilson, Current 93, Alan Price Set, Ben Waters: Boogie 4 Stu, Geno Washington and the Ram Jam Band, John Cooper Clarke, John Otway and Wild Willy Barrett, London Sinfonietta, Lydia Lunch, Madness, Michael Eavis: A Glastonbury Life, Nick Lowe and special guests, Anna Calvi, Peter Asher: A Musical Memoir of the Sixties and Beyond, Ray Davies, Roger McGough and special guests, Terry Jones and Michael Palin In Conversation, The Crazy World of Arthur Brown and The Legendary Pink Dots, The Fugs, The Sonics and Wire, Yo La Tengo. |

## Liens
- Site du Meltdown Festival